# 仁村 (武功县)
仁 村是中华人民共和国陕西省咸阳市武功县小村镇所辖的一个行政村。该行政村包含仁村、仁康两自然村。全行政村772户、人口3679人、分为15个村民小组。耕地面积2211亩。